# ジェレミー・リーブス
ジェレミー・アントワン・リーブス（Jeremy Antoine Reaves, 1996年8月29日 - ）は、アメリカ合衆国フロリダ州ペンサコーラ出身のプロアメリカンフットボール選手。NFLのワシントン・コマンダースに所属している。ポジションはセイフティまたはスペシャルチーマー。

## 経歴

### カレッジ
サウスアラバマ大学で4年間プレーし、4年目の2017年シーズンは104タックル、3つのインターセプトを記録し、サン・ベルトの最優秀守備選手賞を受賞した。

### フィラデルフィア・イーグルス
| 身長                    | 体重           | 腕 の 長 さ       | 手 の 大 き さ   | 40Yrd ダ ッ シ ュ | 10Yrd ス プ リ ッ ト | 20Yrd ス プ リ ッ ト | 20Yrd シ ャ ト ル | 3 コ 丨 ン ド リ ル | 垂 直 跳 び     | 立 ち 幅 跳 び     | ベ ン チ プ レ ス |
| ----------------------- | -------------- | ----------------- | ---------------- | ----------------- | -------------------- | -------------------- | ----------------- | ------------------- | --------------- | ------------------ | ----------------- |
| 5 ft 10+3⁄4 in (180 cm) | 202 lb (92 kg) | 30+3⁄8 in (77 cm) | 7+3⁄4 in (20 cm) | 4.66 s            | 1.62 s               | 2.65 s               | 4.48 s            | 7.44 s              | 31.0 in (79 cm) | 9 ft 2 in (2.79 m) | 18 回             |
| All values from Pro Day |                |                   |                  |                   |                      |                      |                   |                     |                 |                    |                   |

2018年のNFLドラフトでは指名がなく、ドラフト後にフィラデルフィア・イーグルスと契約した。しかし、2018年シーズン開幕前に解雇された。

### ワシントン・レッドスキンズ / フットボールチーム / コマンダース
2018年9月12日にワシントン・レッドスキンズと契約し、プラクティス・スクワッドに登録した。12月19日にアクティブ・ロースターに登録され、22日のテネシー・タイタンズ戦に出場してNFLデビューを果たした。
2019年8月31日に解雇され、その後プラクティス・スクワッドに登録された。10月12日にアクティブ・ロースターに登録され、24日のミネソタ・バイキングス戦で初先発出場したが、脳震盪を起こして退場した。2019年シーズンは15タックルを記録した。
2020年9月5日に解雇され、プラクティス・スクワッドに登録された。10月27日にアクティブ・ロースターに登録され、第12週のダラス・カウボーイズ戦でアンディ・ダルトンからキャリア初となるサックを記録した。第17週のイーグルス戦ではネイト・サドフェルドからキャリア初となるインターセプトを記録した。
2022年シーズンはキャリアで初めて解雇されることなく開幕をアクティブ・ロースターで迎えた。このシーズンはスペシャルチームのガンナーやアップバックとしてもプレーし、自身初となるプロボウル、オールプロファーストチームに選出された。
2023年3月15日にコマンダースと再契約した。